# كين ليفنغجستون
كين ليفنغجستون (بالإنجليزية: Ken Livingstone) (و. 1945  م) هو سياسي، وكاتب سير ذاتية، وموزع ‏ بريطاني، هو عضوٌ في حزب العمال البريطاني، ترشح في الانتخابات العامة في المملكة المتحدة 1992 ‏، والانتخابات العمومية للمملكة المتحدة 1987 ‏، والانتخابات العامة في المملكة المتحدة 1997 ‏، هو عضوٌ في جمعية علم الحيوان في لندن.

## مناصب
تولى منصب عمدة لندن 4 مايو 2000–4 مايو 2008
- عضو البرلمان الثاني والخمسون للمملكة المتحدة  [لغات أخرى]‏ 6 مارس 2000–14 مايو 2001
- عضو البرلمان الثاني والخمسون للمملكة المتحدة  [لغات أخرى]‏ 1 مايو 1997–6 مارس 2000[6]
- عضو البرلمان الحادي والخمسون للمملكة المتحدة  [لغات أخرى]‏ 9 أبريل 1992–8 أبريل 1997[7]
- عضو البرلمان الخمسون للمملكة المتحدة  [لغات أخرى]‏ 11 يونيو 1987–16 مارس 1992[7]

.

## جوائز
حصل على جوائز منها:
Fellow of the Zoological Society of London ‏

## وصلات خارجية
- كين ليفنغجستون في قاعدة بيانات الأفلام على الإنترنت